# ماکسیم لورب
ماکسیم لورب (انگلیسی: Maxime Leverbe؛ زادهٔ ۱۵ فوریهٔ ۱۹۹۷) بازیکن فوتبال اهل فرانسه است.
از باشگاه‌هایی که در آن بازی کرده‌است می‌توان به باشگاه فوتبال سمپدوریا اشاره کرد.